# Amtsgericht Freyburg
Das Amtsgericht Freyburg war ein Gericht der ordentlichen Gerichtsbarkeit in Freyburg (Unstrut).

## Geschichte
Von 1849 bis 1879 bestand in Freyburg die Gerichtskommission Freyburg des Kreisgerichtes Naumburg. Im Rahmen der Reichsjustizgesetze wurden reichsweit einheitlich Oberlandes-, Land- und Amtsgerichte gebildet. Das königlich preußische Amtsgericht Freyburg wurde mit Wirkung zum 1. Oktober 1879 als eines von 15 Amtsgerichten im Bezirk des Landgerichtes Naumburg im Bezirk des Oberlandesgerichtes Naumburg gebildet. Der Sitz des Gerichtes war die Stadt Freyburg. Sein Gerichtsbezirk umfasste aus dem Landkreis Querfurt den Stadtbezirk Freyburg, die Amtsbezirke Branderoda, Goseck und Zscheiplitz sowie Teile der Amtsbezirke Gleina, Bebra und Burgscheidungen. Am Gericht bestanden 1880 zwei Richterstellen. Das Amtsgericht war damit ein mittelgroßes Amtsgericht im Landgerichtsbezirk. Gerichtstage wurden in Laucha an der Unstrut gehalten.
Im Zweiten Weltkrieg wurde das Amtsgericht Freyburg 1945 aufgehoben.